# ジム・ボイレン
ジム・ボイレン（Jim Boylen,1965年4月18日-）は、アメリカ合衆国のバスケットボールの指導者。ミシガン州出身。

## 経歴
メイン大学ではジュニアシーズン、シニアシーズン共にキャプテンとして活躍し、シニア時代には所属カンファレンスのファーストチームに選出された。最優秀選手のレジー・ルイスに次ぐ優秀な選手であった。コーチングのキャリアをミシガン州立大学のアシスタントコーチとしてスタートし、1987年から 1992年の間務め、1992年にNBAのヒューストン・ロケッツでアシスタントコーチとしての職を得て、11年間務め、2度の優勝に貢献した。この間アキーム・オラジュワン、姚明 らを指導した。2003年シーズンにゴールデンステート・ウォリアーズ、2004年シーズンにミルウォーキー・バックスのアシスタントコーチを務めた後、ミシガン州立大のアシスタントコーチに復帰し、2年間務めた後、2007年ユタ大学のヘッドコーチとして4シーズン指揮を執った。その後2011年に再びNBAに戻り、インディアナ・ペイサーズのアシスタントコーチを経て、2013年シーズンに今までの実績を買われ、主要なアシスタントコーチのマイク・ビューデンホルツァー、ブレット・ブラウンが続けて、他チームのヘッドコーチとして転出したサンアントニオ・スパーズに招かれ、トップアシスタントコーチに就任。
 2014年の優勝に貢献した。2015年6月、シカゴ・ブルズの新ヘッドコーチのフレッド・ホイバーグの要請で、第1アシスタントコーチに就任することが決まった